# Courrier樂團

## Courrier樂團
Courrier樂團是一支來自美國德州的另類搖滾樂團， 組成於2010年，樂團四成員分別是主唱兼鍵盤手的Austin Jones，主吉他手兼和音Philip Edsel，鼓手Nathan Drake以及貝斯手Taylor Bartholemew。他們因為其曲目在多部知名電視劇緋聞女孩、90210、噬血Y世代和美少女的謊言中播出而逐漸受到關注。2012 年Courrier的歌曲Between首度在電視劇噬血Y世代中播出，即大獲好評，並攀上該季iTunes排名榜的第52位。

### 樂團成員
- Austin Jones，主唱兼鍵盤手
- Philip Edsel，主吉他手兼和音
- Nathan Drake，鼓手
- Taylor Bartholemew，貝斯手

### 作品
第一張專輯　A Violent Flame (2011)
1. Begging You Alive
2. Running Right
3. How long
4. The One
5. For Your Sake
6. Between
7. Battle Song
8. Paper Ghost
9. Right As Rain
10. Morning Light